# 생맥주

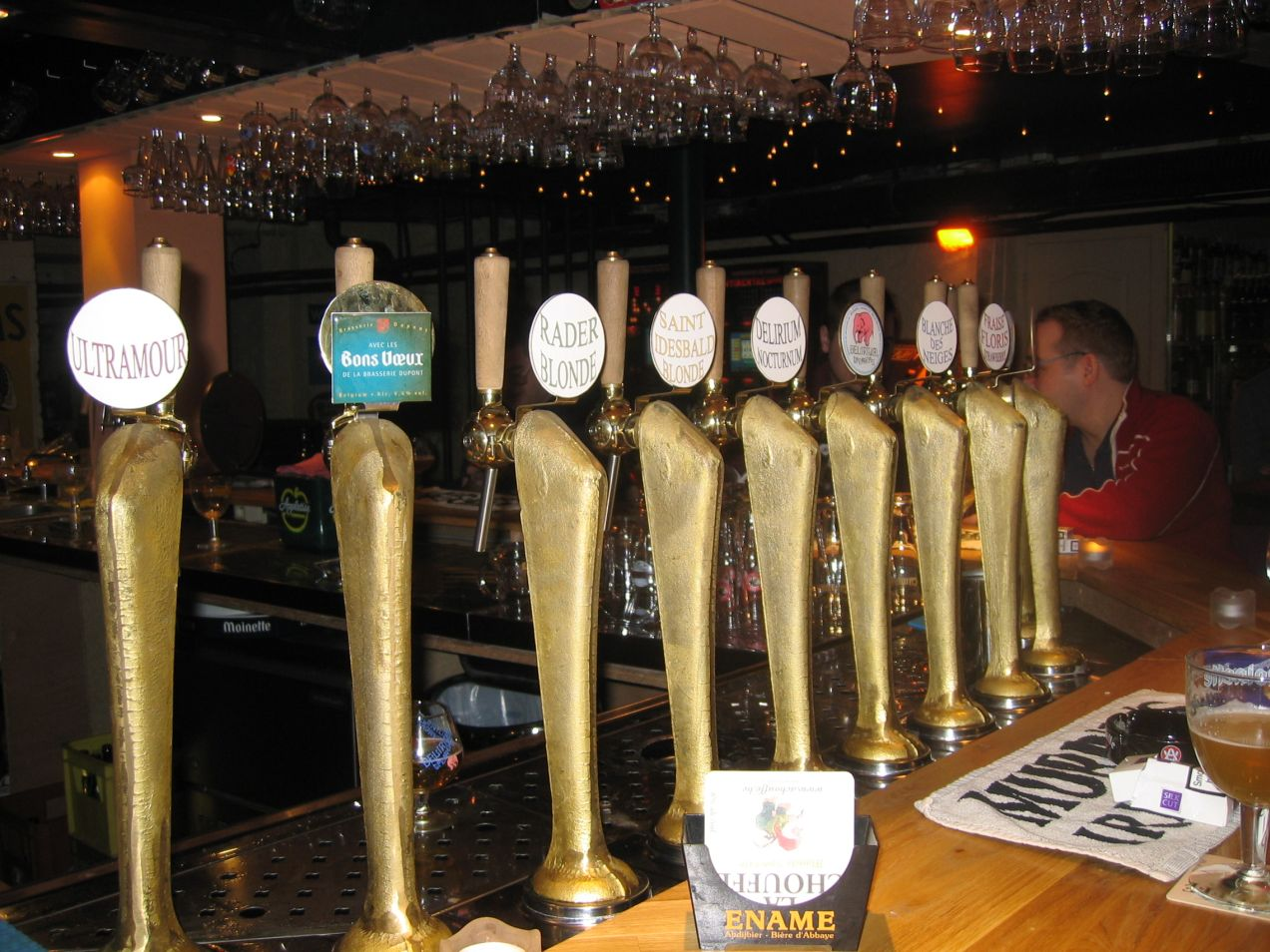
브뤼셀의 펍

생맥주는 열처리를 하지 않은 맥주를 의미한다. 영어로는 드래프트 비어(Draught beer, Draft beer)라고 하며, 나라별로 드래프트 비어, 즉 생맥주에 대한 정의는 다를 수 있다.

## 케그 비어
드래프트 비어는 케그 비어(Keg beer)라고도 불리는데, 케그라는 통에 부은 맥주를 의미한다.